# Safeguard-raketsysteem

Safeguardembleem

Het Safeguard-programma was een raket gebaseerd op het anti-ballistic missile (ABM)-antiraketafweersysteem ontwikkeld door het Amerikaanse leger. Het systeem werd ingevoerd door de regering Nixon in de jaren 1960 als vervanging voor het 5 miljard dollar kostende grootschalige Sentinel-programma. Onder het meer kleinschalige Safeguard-project werden in de Verenigde Staten op een twaalftal plaatsen ABM-raketsites gebouwd. Op deze sites waren lange- en korteafstandsraketten gestationeerd. Deze boden een beperkte en tevens laatste afweermogelijkheid tegen de kernkoppen van inkomende Sovjet-ballistische raketten. 

## Geschiedenis

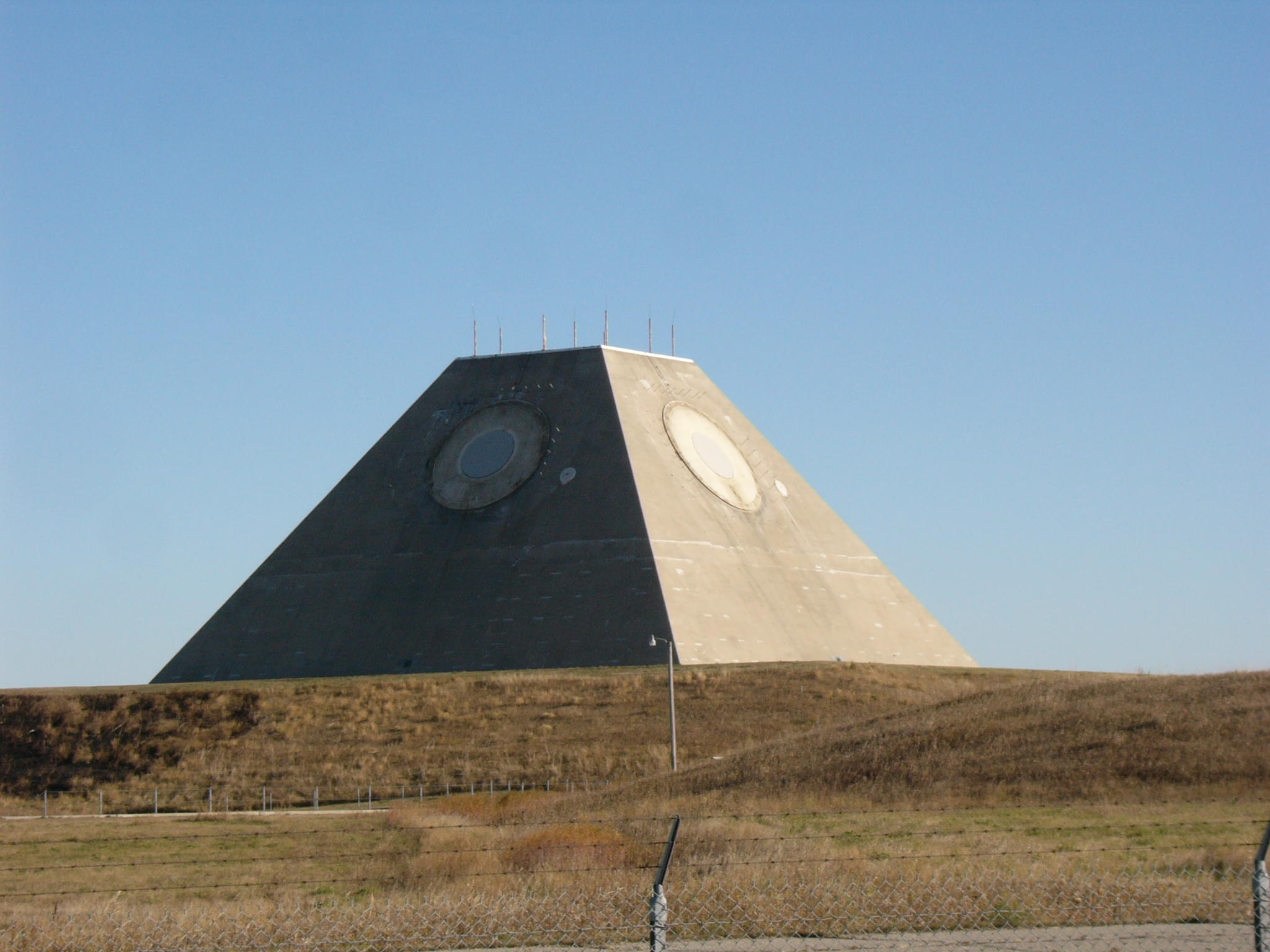
MSR-antenne

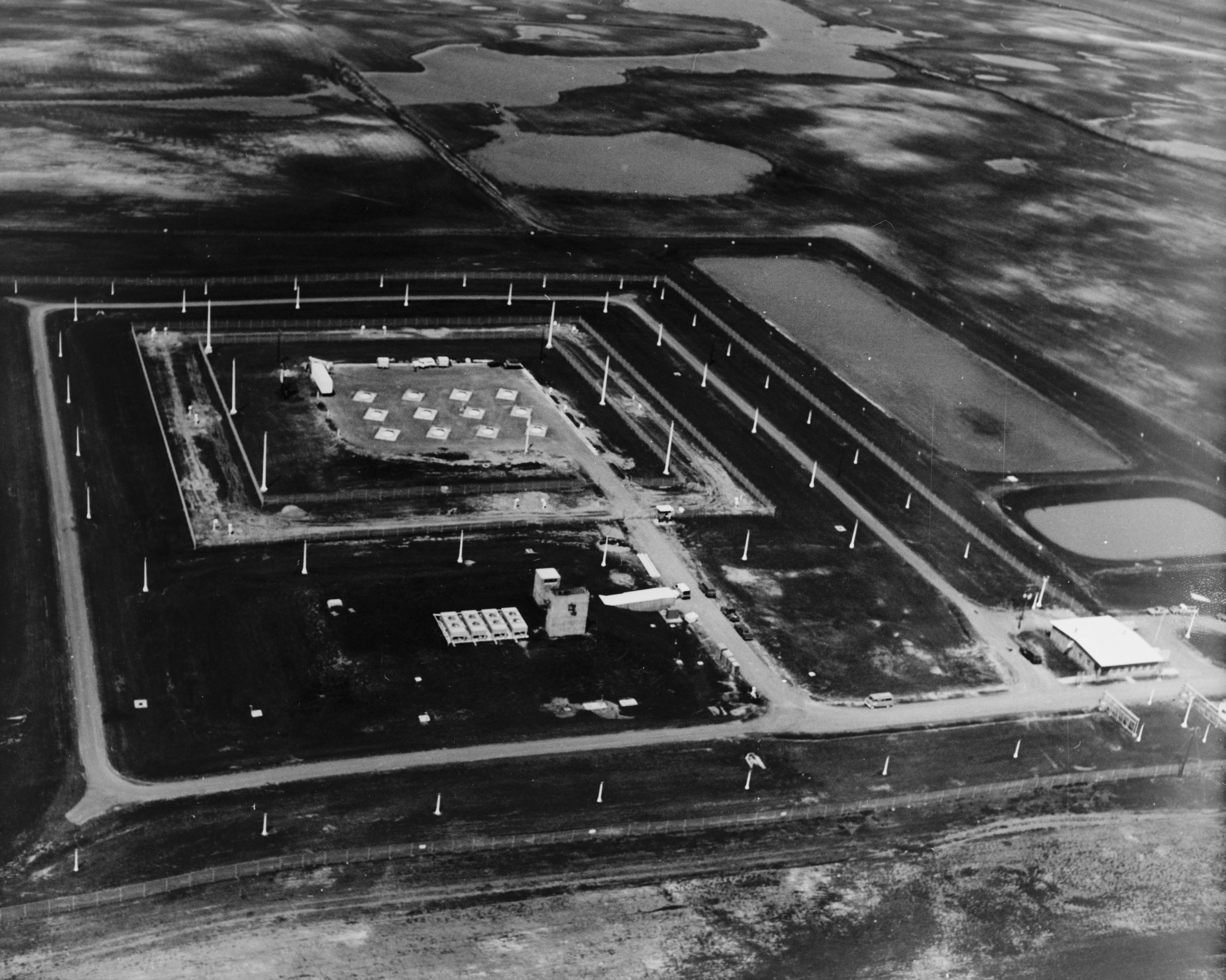
Luchtfoto van de Sprint-lanceersectie

Het oorspronkelijke Sentinel-programma bestond uit een allesomvattend defensiesysteem dat bescherming bood aan de burgerbevolking en aan de ICBM afschrikkingsmacht. Safeguard was beperkter. De nadruk lag op de bescherming van de Minuteman-sites. Al waren alle twaalf eenheden operationeel, nog was er slechts sprake van een lichte mate van bescherming voor de burgerbevolking. 
Bij alle voorstellen legden de autoriteiten in de VS er zo veel mogelijk de nadruk op om in de Sovjet-Unie niet de indruk te wekken dat zij de strategische balans wilden verstoren. 
Door een beperkte dekking voor te stellen, misschien goed werkend bij een kleine aanval die per ongeluk werd uitgevoerd, maar totaal ongeschikt bij een massale raketaanval, hoopte men duidelijk te maken dat het hier slechts om een verdediging van de ICBM’s ging. Velen vreesden echter dat de ontwikkeling en inzet van ABM-systemen alleen maar een destabiliserend effect zou hebben op de relaties tussen de VS en de Sovjet-Unie. In augustus 1969 keurde de senaat met één stem in de meerderheid de eerste fase van het systeem goed. Hierna vingen de eerste werkzaamheden Malmstrom Air Force Base,  Montana en Grand Forks Air Force Base, North Dakota aan.
In oktober 1975 werd het eerste Safeguard-complex bij het stadje Nekoma operationeel. Het  complex ligt 100 mijl noordwest van Grand Forks en heet het Mickelsen-complex, genoemd naar de commandant van het Army Air Defense Command (ARADCOM), Lt.-gen. Stanley Mickelsen. Het complex diende ter verdediging van de 150 Minuteman-raketten die in de omgeving stonden opgesteld en bood tevens een vorm van luchtverdediging voor het middenwesten van de VS tegen een eventuele Sovjet-Unie aanval met ballistische raketten. 
Het Mickelsen-complex was een technologisch hoogstandje. Het vlakke landschap werd gedomineerd door de 25 m hoge betonnen piramide met de Missile Search Radar-antenne (MSR). De bijna 2 m dikke betonnen muren liepen onder een hoek van 35° omlaag ter bescherming tegen de effecten van atoomexplosies. Elke zijde van de piramide bevatte een radarantenne van 4 m diameter met 5000 phased-array-elementen. 
De antennes aan alle vier zijden van de MSR stelden hem in staat binnen een straal van 300 mijl doelen uit alle richtingen op te sporen. De MSR stond parallel geschakeld met de 25 mijl noordoost gelegen Perimeter Aquisition Radar (PAR) bij de plaats Cavalier (North Dakota). 
Ook dit was een phased-array radar, maar deze 'keek' alleen naar het noorden. Bij een eventuele aanval van de Sovjet-Unie nam de radar vanaf 1800 mijl alle inkomende raketten waar als ze over de noordpool vlogen. De waarneming op deze afstand gaf de eigen krijgsmacht een reactietijd van zes minuten voor een tegenactie op de naderende raketten. Computers die met de radar waren verbonden, berekenden de baan van de inkomende raketten en gaven die door aan de MSR voor de defensieve acties. 

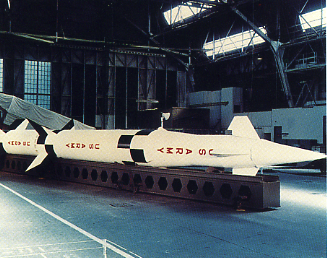
Spartanraket

Het Safeguard ABM-systeem bevatte twee soorten raketten die uit raketsilo´s in de grond werden afgevuurd.
- de 17 m lange McDonnell Douglas Spartan bedoeld voor grote hoogte was een drietraps vaste brandstof raket met een atoombom die de vijandelijke raketten middels de explosie, scherfwerking en straling buiten de atmosfeer moest uitschakelen.
- de 8,2 m lange tweetraps Martin Marietta Sprint was eveneens een vaste brandstof raket met een atoomlading en was bedoeld voor hypersonische snelheden tijdens onderschepping in de atmosfeer.

Samen leverden de raketten een dubbele verdediging. De Spartans moesten de 'wolk' van naderende echte en nepraketten boven de atmosfeer uitschakelen en de Sprints moesten alle overgebleven projectielen tijdens de terugkeer in de atmosfeer vernietigen.
De techniek van het Safeguard-project was beperkt. Met honderd raketten bood het systeem een beperkte mate van bescherming aan de ICBM’s bij Grand Forks en directe omgeving. Safeguard was niet het beste system voor de verdediging van voorgeprogrammeerde doelen. 
Ooit begonnen als Sentinel-project, dat over het gehele land bescherming zou bieden tegen lichte raketaanvallen, legde men de nadruk nu naar de verdediging van ICBM’s. Op deze manier ruilde de VS zijn 'gebiedsverdediging' (dekking van bepaalde delen in het land) tegen een puntverdediging (lokale dekking van belangrijke punten). 
Voor de gebiedsverdediging gebruikte men grote, krachtige langeafstandsradarsystemen; op zichzelf hoogstandjes van techniek maar ook weer met hun eigen beperking. Niet alleen konden ze door de elektromagnetische puls van een detonatie van een atoombommen in de lucht elektronisch lamgelegd worden, maar ze ware ook kwetsbaar voor sabotage vanaf de grond zelf.  En als zij eenmaal verblind of vernietigd waren, had men aan de Spartan en de Sprint raketten niets meer. 
In de herfst van 1975 leidden dezelfde beperkingen die Safeguard hinderden daarom ook weer tot de de-activering van het Mickelsen Safeguard-complex. Een dag nadat het Mickelsen complex operationeel werd, besloot het Amerikaans Congres tot de-activering van de eenheid. Diverse studies van het United States Department of Defense toonden aan dat het systeem niet in staat was om alle raketten van de Sovjet-unie met meervoudige ladingen te onderscheppen. De kwetsbaarheid van het Safeguard-radarsysteem was ook een sterke factor voor dit besluit. 
In februari 1976 sloot het leger het complex. Specialisten schakelden de radar uit en verwijderden de raketten en hun atoomladingen uit de lanceerkokers. Personeel werd overgeplaatst en delen van de grond werden terug aan de boeren verkocht. Het $5 miljard kostende complex dat vijf maanden operationeel was geweest, werd gesloten. Het complex werd nooit afgebroken en de meeste apparatuur wordt sindsdien nog onderhouden.